# Diploglossus atitlanensis
Diploglossus atitlanensis es una especie de lagarto que pertenece a la familia Diploglossidae. Es nativo del sur de México (Chiapas), Guatemala, Honduras, El Salvador y Nicaragua. Su rango altitudinal oscila entre 700 y 1650 m s. n. m..